# Pete Patterson
Pour les articles homonymes, voir Patterson.
Pete Patterson, né le 4 janvier 1957, est un ancien skieur alpin américain originaire de Sun Valley.

## Palmarès

### Jeux olympiques d'hiver
| Épreuve / Édition   | Descente | Slalom géant | Slalom  |
| JO 1976 Innsbruck   | 11e      | —            | —       |
| JO 1980 Lake Placid | 5e       | Abandon      | Abandon |

### Championnats du monde
| Épreuve / Édition                    | Descente | Slalom géant | Slalom  | Combiné |
| JO 1976 Innsbruck                    | 11e      | —            | —       | —       |
| Mondiaux 1978 Garmisch-Partenkirchen | 25e      | 8e           | 23e     | Bronze  |
| JO 1980 Lake Placid                  | 5e       | Abandon      | Abandon | —       |

### Coupe du monde
- Meilleur résultat au classement général : 42e en 1979

#### Saison par saison
- Coupe du monde 1976 :
  - Classement général : 44e
- Coupe du monde 1979 :
  - Classement général : 42e
- Coupe du monde 1980 :
  - Classement général : 53e
- Coupe du monde 1981 :
  - Classement général : 53e